# Frontmannahus

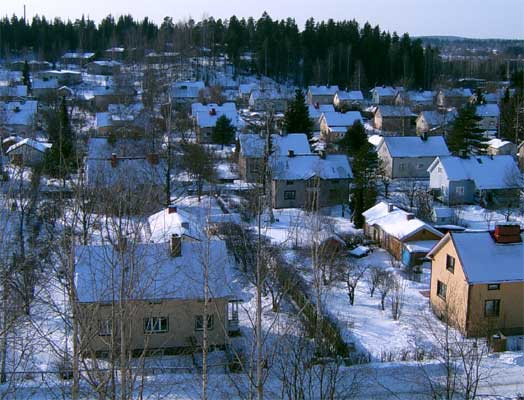
Frontmannahusområdet Kerinkallio i Lahtis som parcellerades 1945

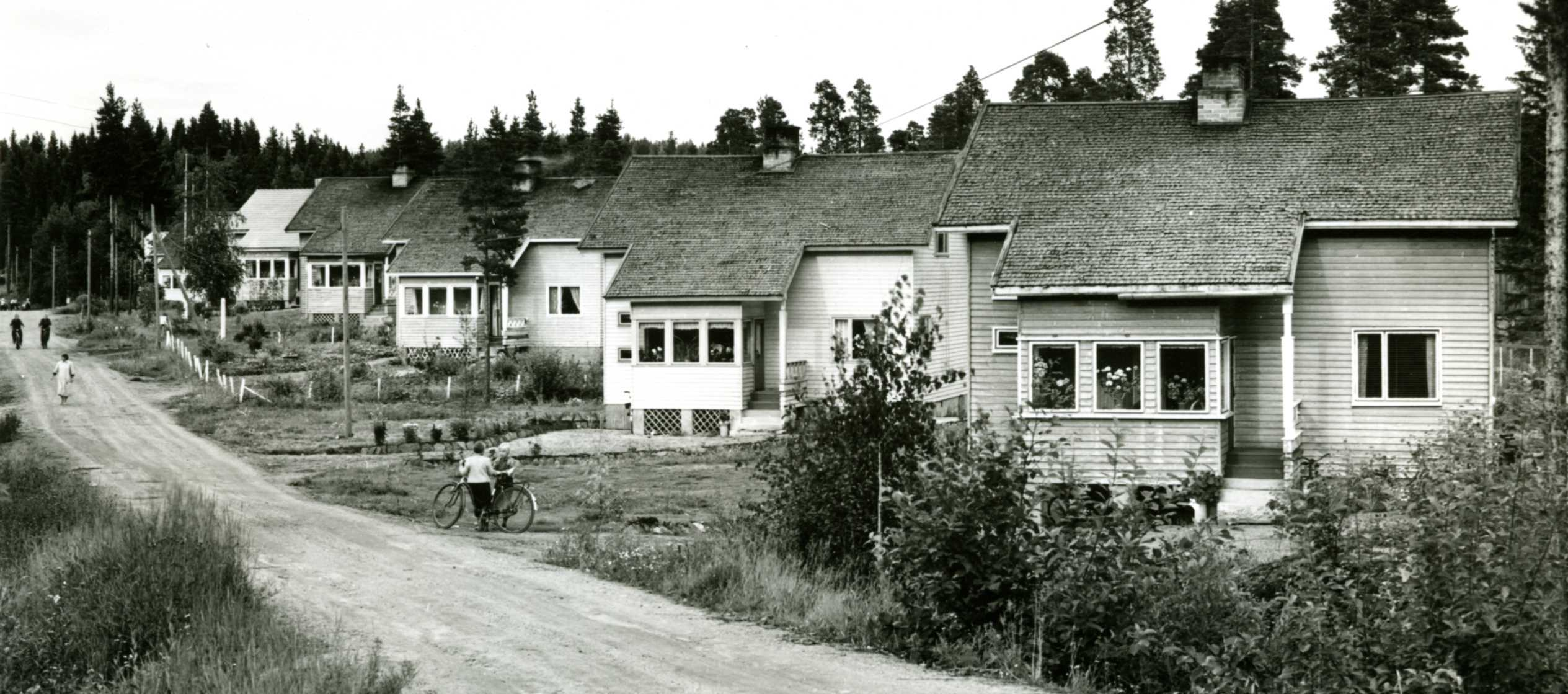
Oinaala i Jämsä år 1956

Frontmannahus är typhus som byggdes i Finland efter andra världskriget för evakuerade och familjer som mist sin bostad. Huset byggdes av ägaren själv, men ritningarna var färdigt gjorda. År 1944 publicerade staten 9 typritningar. Namnet kommer av att män som krigat vid fronten ofta tilldelades en tomt som de fick bygga ett hus på. 
Ett frontmannahus består av 1½ våningar, är byggt i trä och har sluttande tak. Skorstenen placerades i mitten och runt den byggdes alla rum för boende. I nedre våningen fanns farstun, två rum och kök. Köket var separat från de övriga rummen i motsats till traditionella lantgårdshus. Övre våningen bestod av två gavelrum, som också kunde byggas först i ett senare skede. Husen hade ofta en källarvåning. 
En för 1930-talet typisk stomme av trä som spikades ihop användes då man byggde frontmannahus. Strukturen kom ursprungligen från USA. Som isolering användes sågspån eller insulit och huset brädfodrades. Huset var relativt lätt att bygga utan specialverktyg eller snickarkunskaper. 
Det fanns flera olika typritningar, men modellerna påminde mycket om varandra. Frontmannahusen blev snabbt allmänna och typen förblev populär i två årtionden som den mest använda på landsbygden och i förstäder. I städer byggdes husen ofta på enhetliga områden där huset placerades på gatusidan av en fyrkantig tomt, så att bakgården kunde användas för odling. 
Frontmannahusen var en produkt av finländsk funktionalism och dess ideal. I planeringen togs i beaktande den praktiska strukturen och funktionaliteten och endast nödvändiga funktioner placerades i huset. En egen gård gav ett mera naturnära boende. 
Frontmannahusen har kritiserats för att vara otypiska för finska byggnadstraditioner. Antalet våningar var inte typiskt och den kvadratiska våningsplanen likaså. Fönstren öppnade sig mot alla riktningar vilket inte passade så bra i stadsmiljö. Också som bostadsform ansågs frontmannahuset vara otypiskt. Det var byggt för kärnfamiljen trots att man på landsbygden bott i större familjer tillsammans med mor- och farföräldrar och andra släktingar. 
De flesta frontmannahus hade WC. De hade dock inte egentliga tvättutrymmen, utan det var meningen att de skulle finnas i en skild gårdsbyggnad. Senare har tvätt- och bastuutrymmen byggts till, antingen inne i den existerande strukturen eller i en utbyggnad. Bastun har ofta placerats i källaren.